# کی دو هون
کی دو هون (کره‌ای: 기도훈؛ زادهٔ ۵ آوریل ۱۱۹۵) بازیگر و مدل اهل کره جنوبی است. او بیشتر به خاطر ایفای نقش در مجموعه‌های تلویزیونی سرگذشت آسدال (۲۰۱۹) و یکبار دیگر (۲۰۲۰) شناخته می‌شود.

## فیلم‌شناسی

### فیلم
| سال  | عنوان        | نقش         | توضیحات | منابع |
| ---- | ------------ | ----------- | ------- | ----- |
| ۲۰۱۵ | C’est si bon | کیم سه هوان |         |       |

### مجموعه تلویزیونی
| سال  | عنوان                          | نقش           | شبکه             | منابع |
| ---- | ------------------------------ | ------------- | ---------------- | ----- |
| ۲۰۱۶ | داستان موفقیت شمن گونگ تازه‌کار | نام سونگ هیون | ناور             |       |
| ۲۰۱۷ | درامای ویژه فصل ۸: آهسته       | جونگ هی مین   | کی‌بی‌اس۲          |       |
| ۲۰۱۷ | پادشاه عاشق                    | جانگ یی       | ام‌بی‌سی           |       |
| ۲۰۱۸ | اول باید ببوسیم؟               | یوها مین      | اس‌بی‌اس           |       |
| ۲۰۱۸ | یانگوم داره نگاه می‌کنه         | مشتری فروشگاه | ام‌بی‌سی           |       |
| ۲۰۱۹ | سرگذشت آسدال                   | یانگ چا       | تی‌وی‌ان           | [ ۲ ] |
| ۲۰۱۹ | روح را بگیر                    | کیم وو هیوک   | تی‌وی‌ان           | [ ۳ ] |
| ۲۰۲۰ | یکبار دیگر                     | پارک هیو شین  | کی‌بی‌اس۲          | [ ۴ ] |
| ۲۰۲۱ | آلارم عشق (فصل ۲)              | برایان چون    | نتفلیکس          | [ ۵ ] |
| ۲۰۲۱ | نوشتن سرنوشت تو                | شین هو یون    | داوم کاکائو تی‌وی | [ ۶ ] |

### ورایتی شو
| سال  | عنوان                           | شبکه     | توضیحات      | منابع |
| ---- | ------------------------------- | -------- | ------------ | ----- |
| ۲۰۲۰ | قانون جنگل                      | اس‌بی‌اس   | عضو بازیگران |       |
| ۲۰۲۰ | نویینگ براس (قسمت ۲۴۸)          | جی‌تی‌بی‌سی | مهمان        |       |
| ۲۰۲۲ | ۲ روز و ۱ شب (فصل قسمت ۱۴۱–۱۴۳) | کی‌بی‌اس۲  | مهمان        |       |